# Pulheim
Pulheim este un oraș din landul Renania de Nord-Westfalia, Germania.

## Personalități născute aici
- Florian Wirtz (n. 2003), fotbalist.